# Viševce
Viševce es un pueblo ubicado en el territorio de Vranje, en el distrito de Pčinja, Serbia.

## Superficie
Posee una superficie de 6,664 kilómetros cuadrados.

## Demografía
Hasta 2011 la población era de 56 habitantes, con una densidad de población de 8,403 habitantes por kilómetro cuadrado.